# Железоделательный завод Энгельсберг
Железоделательный завод Энгельсберг (швед. Engelsbergs bruk) — металлургический завод, расположенный в деревне Энгельсберг (швед.), приблизительно в 10 км от города Фагерста (швед.), лен Вестманланд, Швеция. Историческая достопримечательность, находится в списке всемирного наследия ЮНЕСКО.

## История
Построен в 1681 году Пером Ларсоном Юлленхёком (1645—1706) и в XVII—XVIII веках был одним из наиболее современных металлургических заводов в мире. Производство в Швеции высококачественного железа сделало её лидером в данной области в то время.
Литейный цех завода работал до 1919 года. Завод Энгельсберг является наиболее сохранившимся образцом железоделательных производств тех времен в Швеции.
По решению ЮНЕСКО, в 1993 году это предприятие было занесено в список Всемирного наследия.

## Галерея

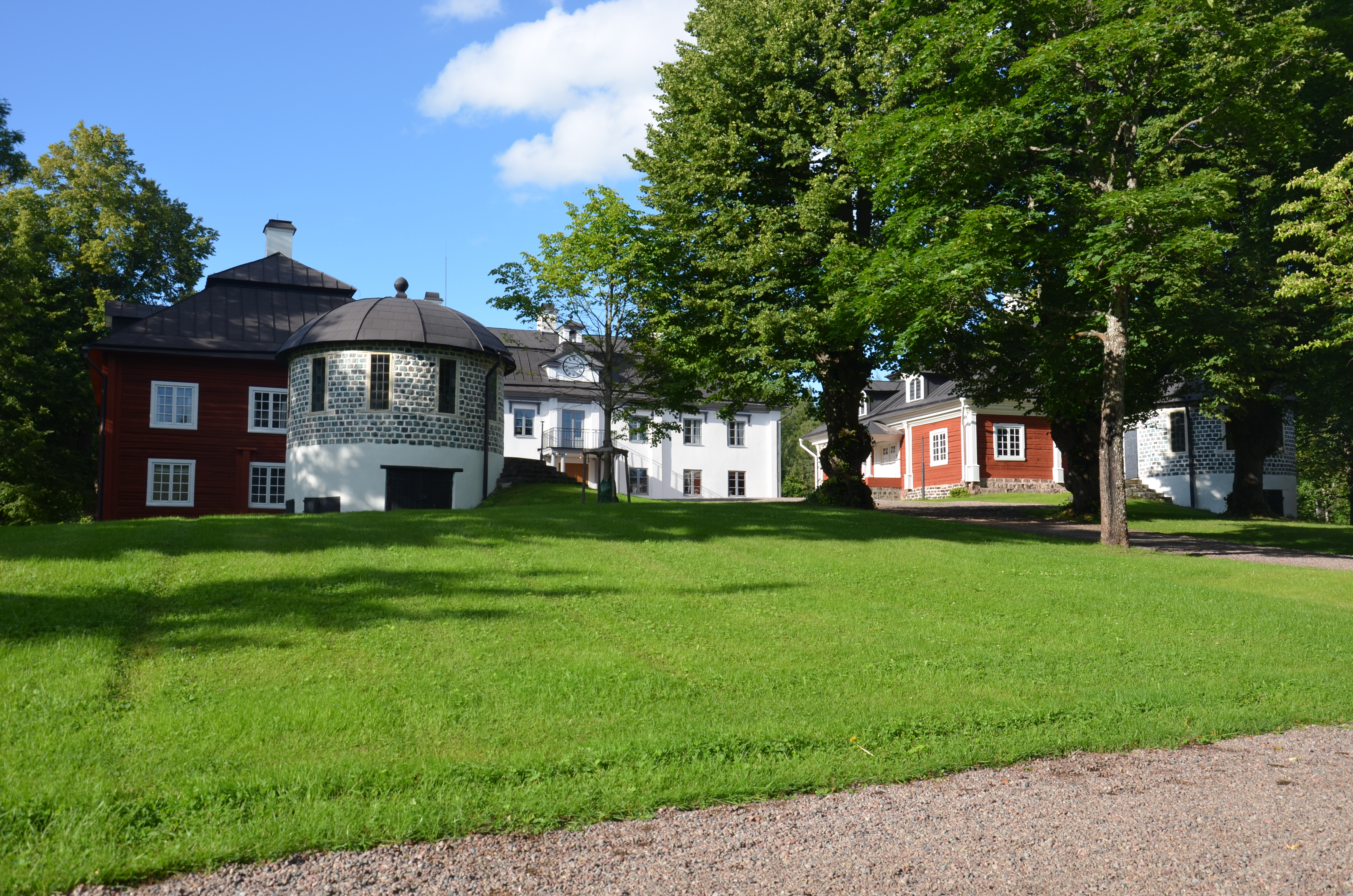
Особняк с крыльями
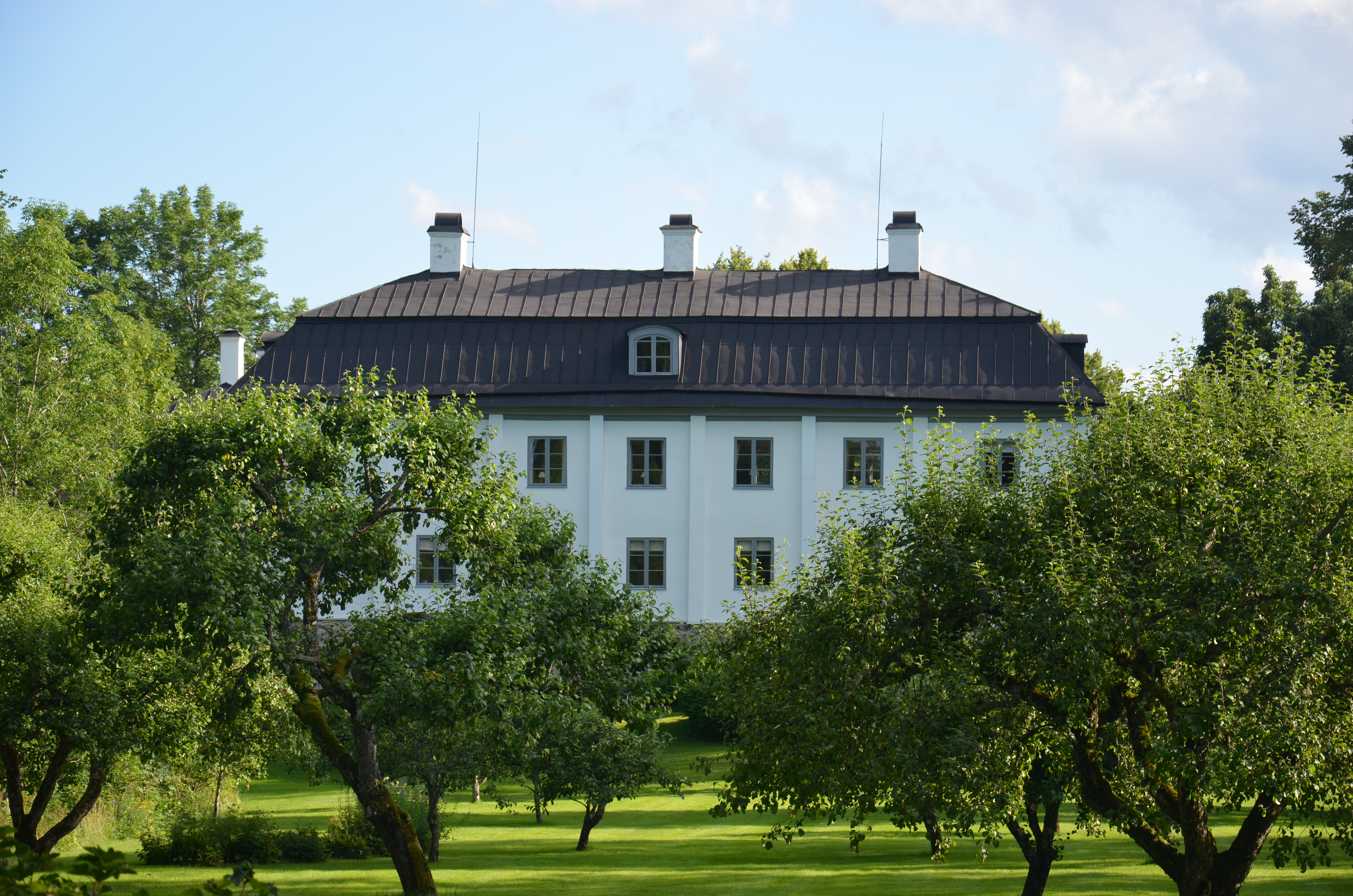
Особняк со стороны сада
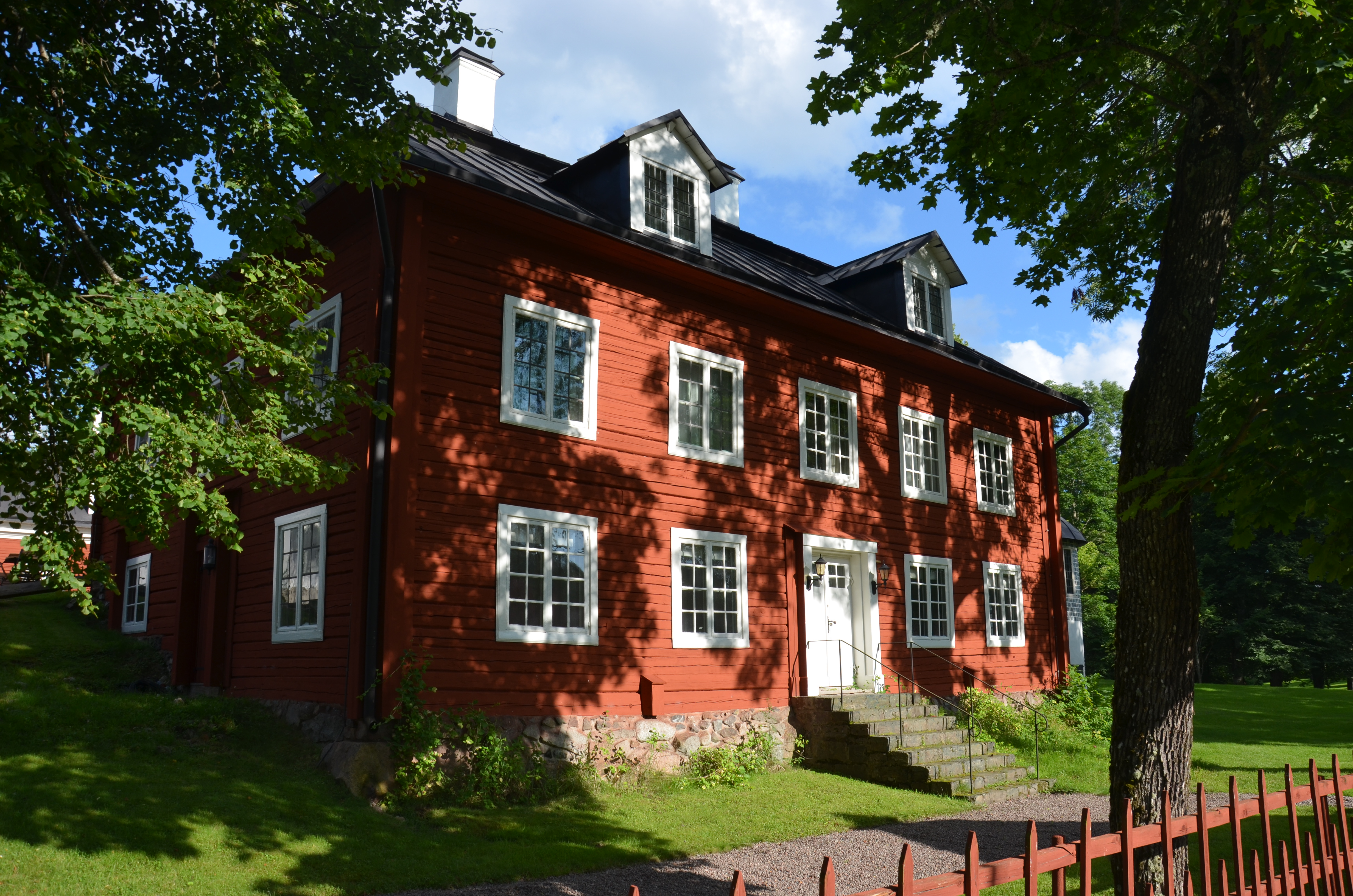
Западное крыло
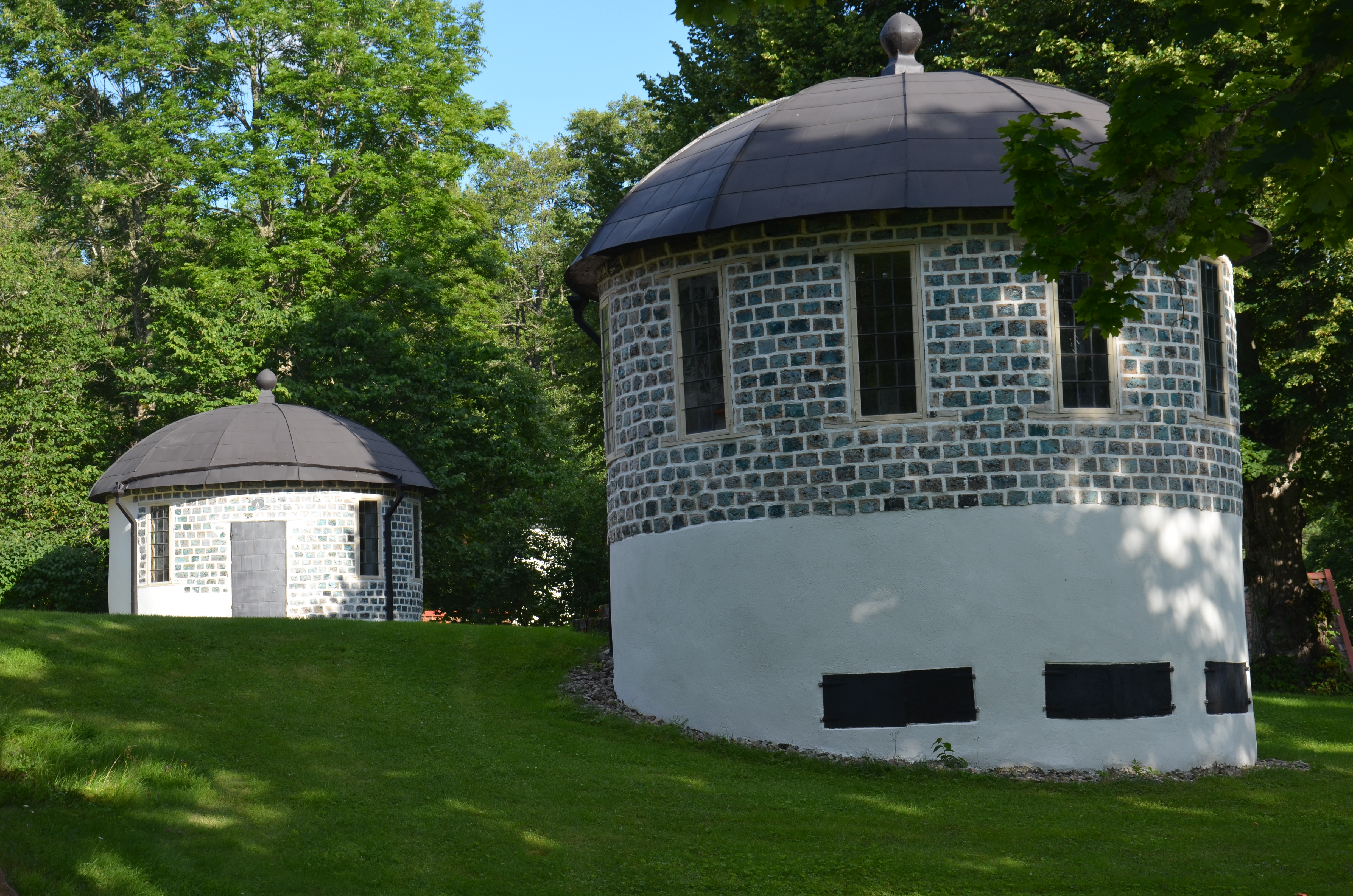
Две башни из шлакоблока
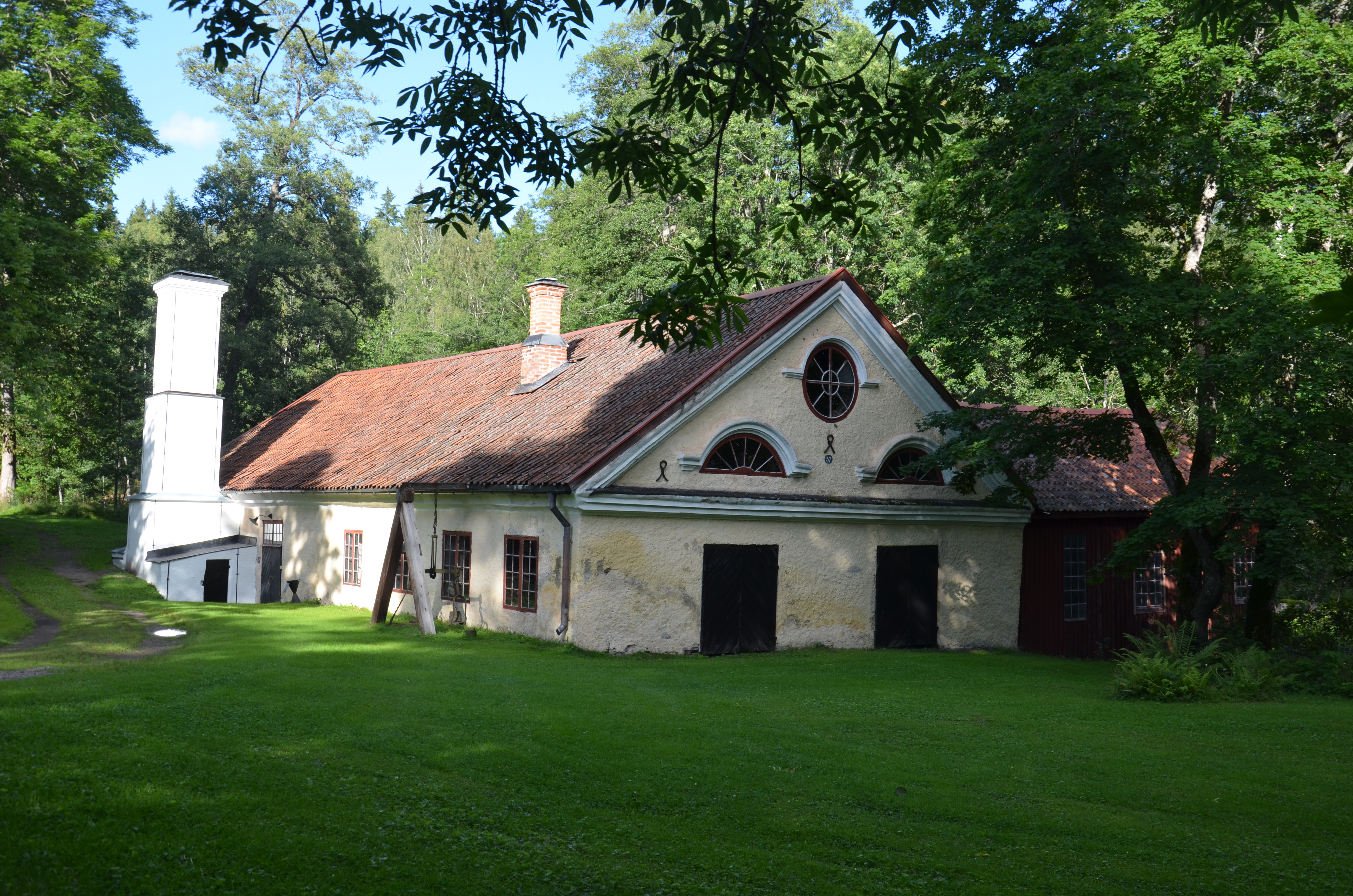
Кузница
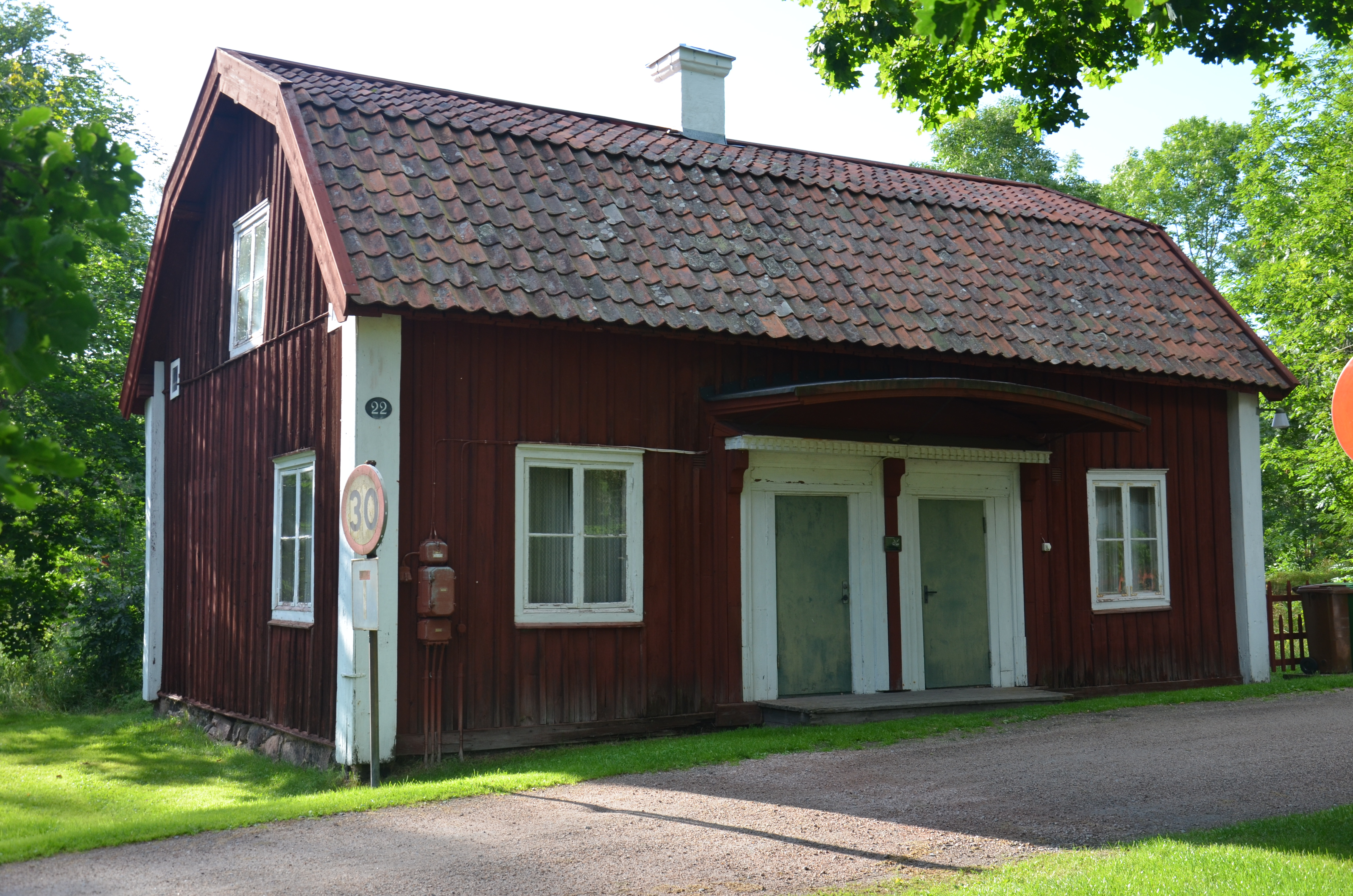
Старый офис
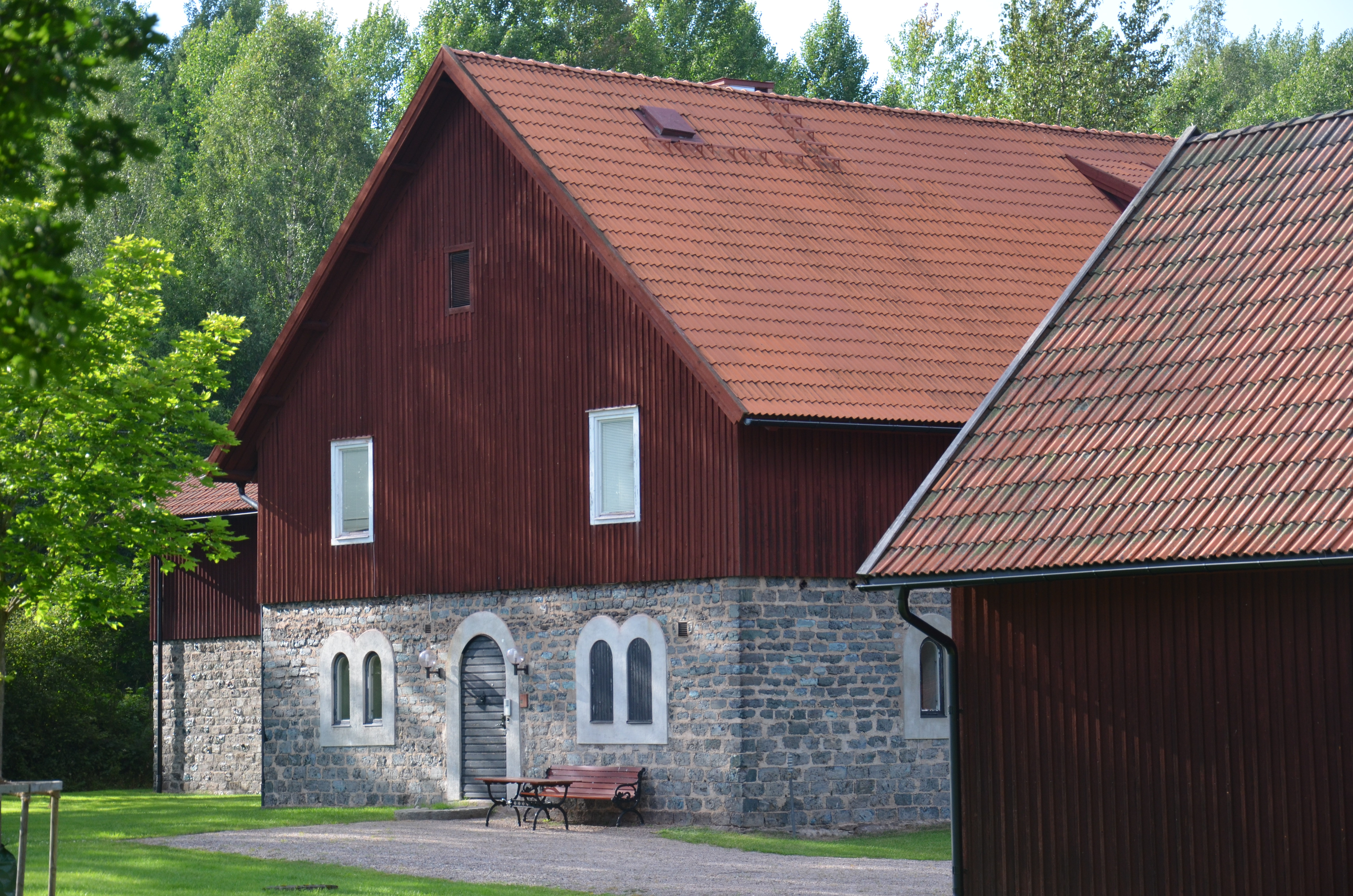
Архивы группы Axel Johnson
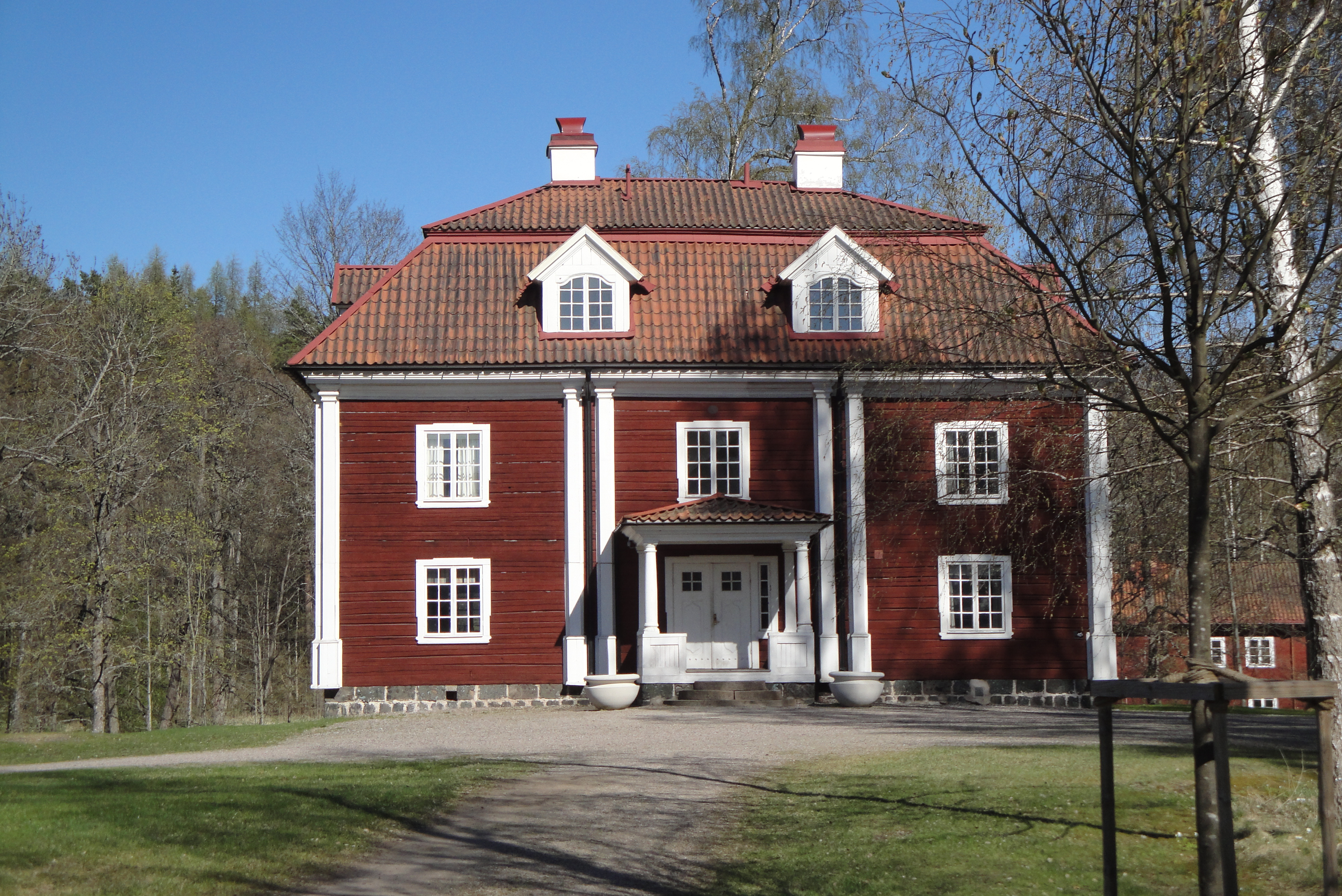
Новый офис
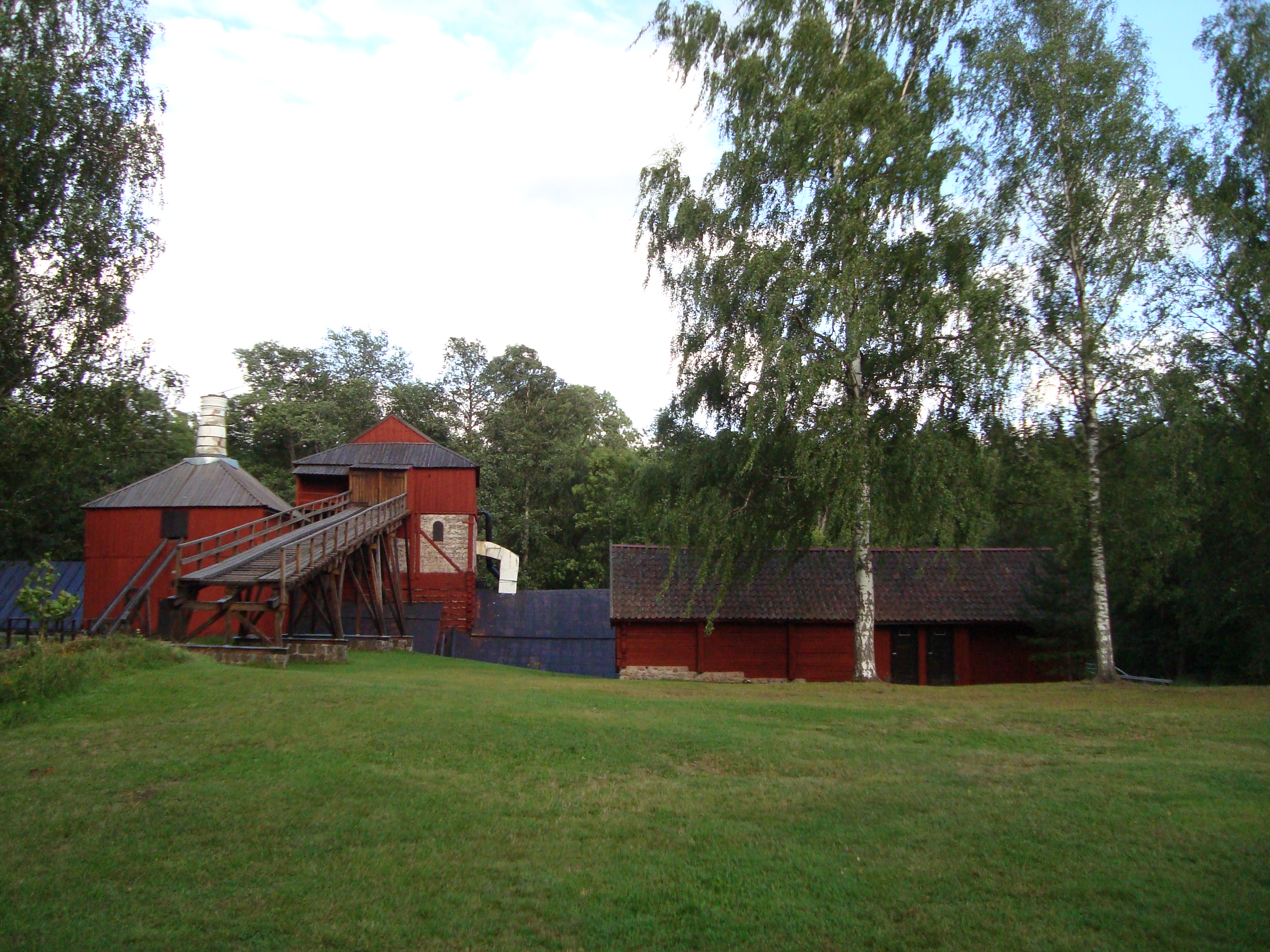
Печи
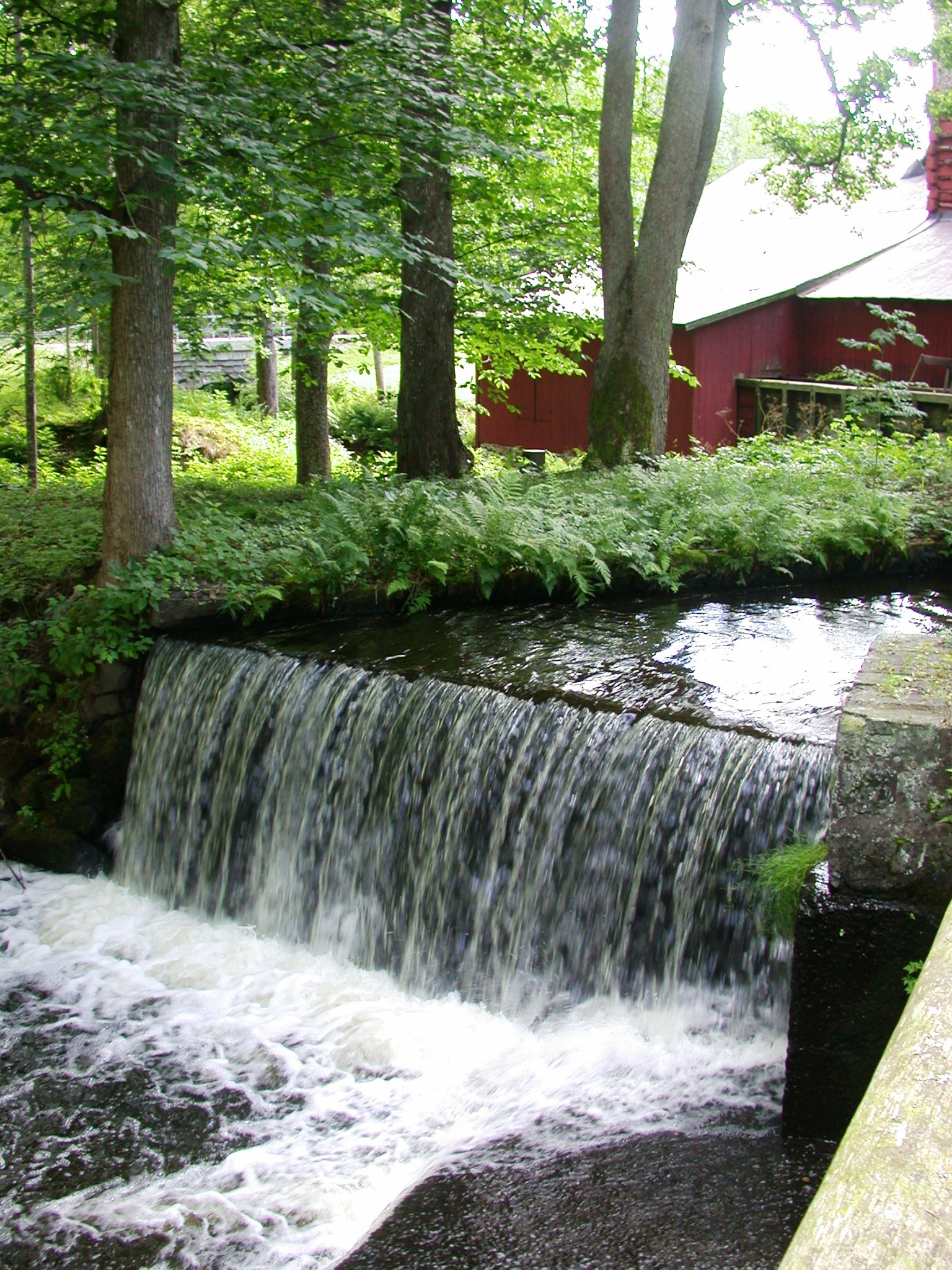
Плотина и доменная печь
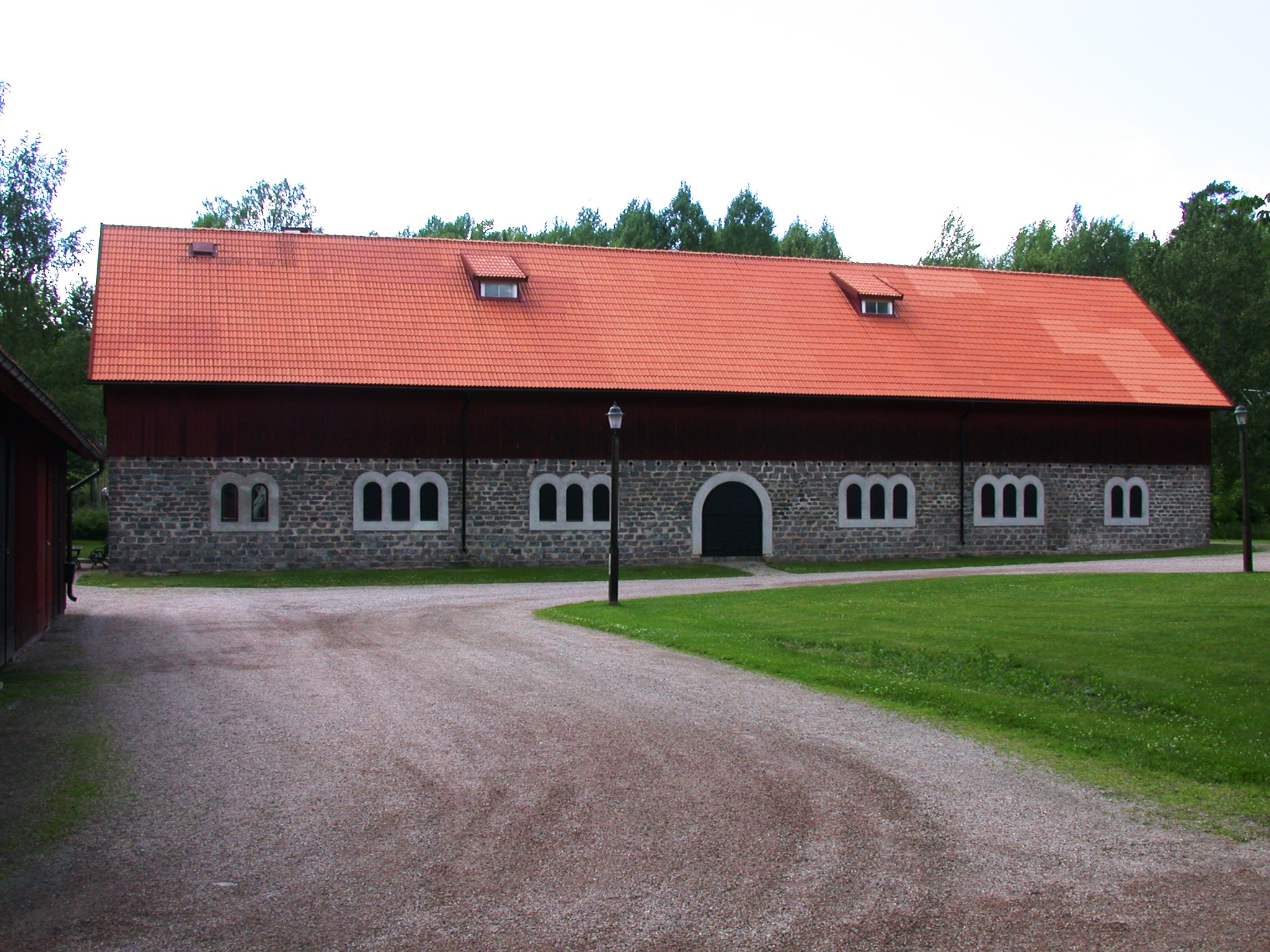
Старый амбар
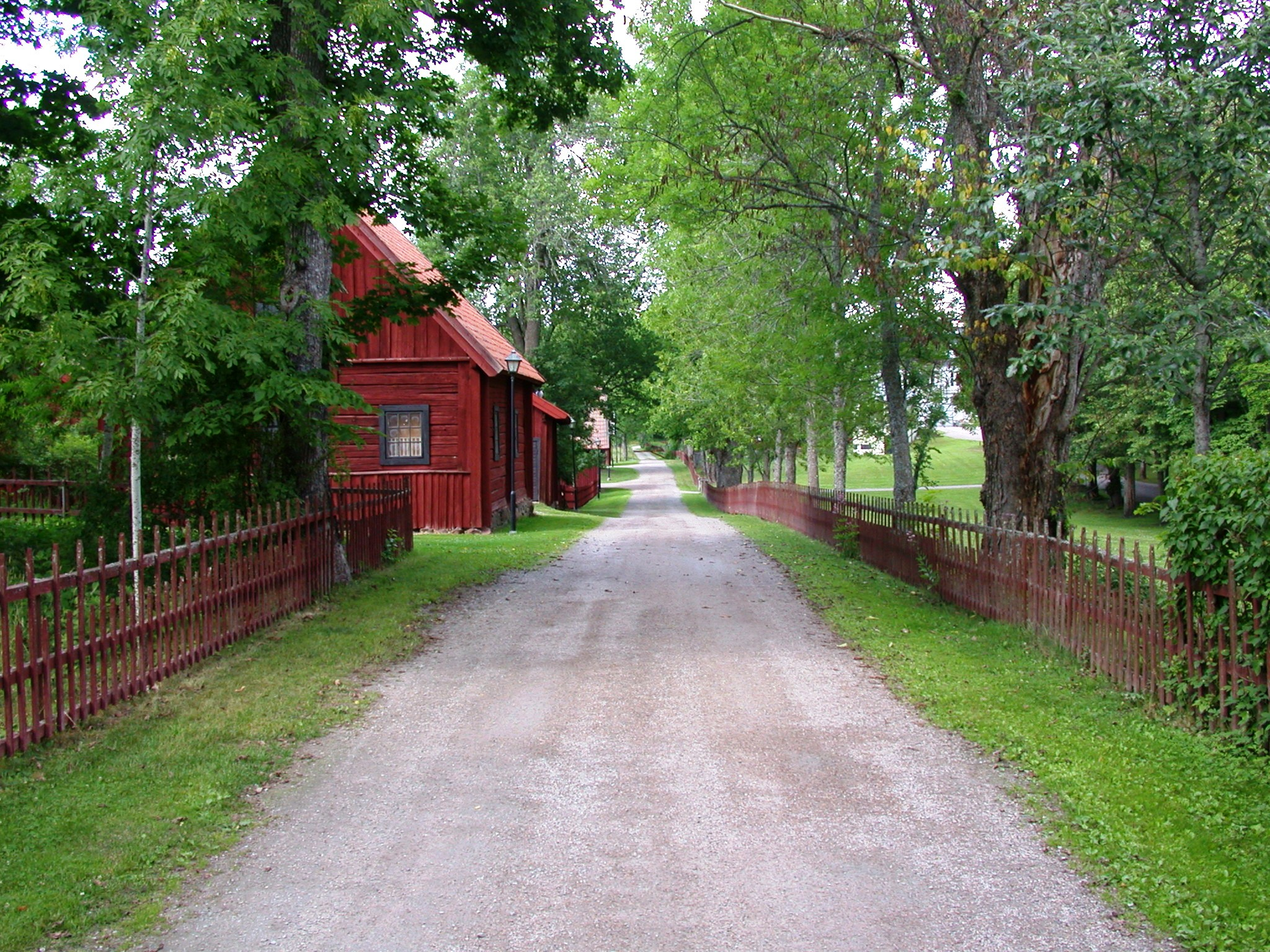
Дорога в Энгельсбергском металлургическом заводе